# Chris Martin
Christopher "Chris" Anthony John Martin (født 2. marts 1977) er en engelsk singer-songwriter og musiker, bedst kendt som forsanger i alternativ rock-bandet Coldplay.

## Opvækst
Chris Martin er født i Exeter, Devon i England som den ældste af fem børn. Faderen, Anthony, var bogholder og hans mor, Alison, var musiklærer. Martin voksede op i Whitestone i Devon og gik på Exeter Cathedral School. Det var på privatskolen at Martin dannede sit første band, The Rocking Honkies, med Nick Repton og Iwan Gronow. Efter Exeter Cathedral, kom Martin til at gå på Sherborne School, en uafhængig drengeskole i Dorset. På Sherborne startede Martin et bluesband kaldet The Rockin' Honkies. Deres debutoptræden blev mødt af et buende publikum. På skolen mødte han også Phil Harvey, der senere skulle blive Coldplays manager. Martin studerede videre ved University College London, mens han boede på Ramsay Hall, hvor han læste oldtidsstudier og bestod afgangseksamen med førsteklassekarakterer i græsk og latin.

## Musikkarriere

### Coldplay
Mens Martin studerede ved University College London, mødte han Jonny Buckland, Will Champion og Guy Berryman. I januar 1998 dannede de rockbandet Coldplay. Bandet har opnået international anerkendelse og berømmelse siden deres debutalbum, Parachutes, i 2000. Siden da har de udgivet adskillige album og EP'er inklusive: A Rush of Blood to the Head, Live 2003, X&Y, Viva la Vida or Death and All His Friends, Prospekt's march, LeftRightLeftRightLeft, Mylo Xyloto, Ghost Stories, A Head Full Of Dreams og senest Music of the spheres

### Solo
Som soloartist har Martin skrevet sange for forskellige artister som Embrace ("Gravity") og Jamelia ("See It in a Boy's Eyes"). Martin har også samarbejdet med Ron Sexsmith, Faultline, The Streets og Ian McCulloch. Han sang også på Band Aid 20-singlen "Do They Know It's Christmas?" i slutningen af 2004. I 2005 samarbejde Martin med Nelly Furtado på nummeret "All Good Things (Come to an End)", til hendes album Loose fra 2006. De rygtedes at de var et par efter de begge optrådte ved Glastonbury Festival i 2002. Furtado jokede med situationen og sagde "Ja, han er min kæreste – han ved det bare ikke endnu".
Martins fascination for hip hop kom til udtryk i sommeren 2006 hvor han samarbejdede med rapperen Jay-Z for hans comeback-album Kingdom Come, efter de to havde mødtes tidligere det år. Martin sammensatte nogle akkorder til sangen "Beach Chair" og sendte dem til Jay-Z som fik hjælp af hip hip-produceren Dr. Dre til at færdiggøre sangen med et trommespor. De optrådte med sangen den 27. september 2006 under Jay-Z's europæiske turne i Royal Albert Hall. I 2007 medvirkede Martin på sangen "Part of the Plan" på Swizz Beatz' debut soloalbum One Man Band Man. Martin har også arbejdet på et solosamarbejde med Kanye West, som han havde en improviseret jam session med under en koncert i Abbey Road Studios i 2006, hvor han sang omkvædet i "Homecoming" fra Wests album Graduation. I 2015 og 2019 arbejdede Martin også sammen med den svenske DJ Avicii på hans sange "True Believer" og "Heaven",henholdsvis fra albummet Stories (2015) og TIM (2019). Avicii arbejdede også sammen med Martin på sangene "A Sky Full Of Stars" og "Hymn For The Weekend". Samtidigt har Martin også medvirket i to dokumentarer om Avicii, en før og efter Aviciis død:  "Avicii: True Stories" fra 2017, og "Avicii - I'm Tim" fra 2024.

## Indflydelser
Martin er meget udtalt omkring sin kærlighed til det norske popband a-ha. I 2005 sagde han følgende i et interview: "Jeg befandt mig i Amsterdam den anden dag og satte a-has første album på. Jeg kom til at huske hvor meget jeg elsker det. Det er utrolig sangskrivning. Alle spørger os hvad der har inspireret os, hvad vi har forsøgt at stjæle fra, og hvad vi lyttede til da vi voksede op – det første band jeg nogensinde har elsket var a-ha." Martin har også optrådt live med Magne Furuholmen fra a-ha.
U2 har været en vigtig indflydelse på Martin både musikalsk og politisk, som han udtalte sig til magasinet Rolling Stones "100 Greatest Artists of All Time", i sektionen om U2: "Jeg køber ikke weekendbiletter til Irland for at hænge ud foran deres hjem, men U2 er det eneste band hvor jeg kender bagkataloget udenad. Den første sang på The Unforgettable Fire, "A Sort of Homecoming", kender jeg baglæns og forlæns -- den er så ophidsende, brillant og smuk. Det er en af de første sange jeg spillede for mit ufødte barn." Om Bonos indflydelse på sit eget velgørende og politiske arbejde kommenterer Martin, at han er kendt for at joke med sine venner ved at referere til sig selv som "Crono".
Martin er åben for al slags musik. Han er kendt for at være fan af artister som Manchester-rockbandet Oasis, den irske popgruppe Westlife, de britiske popgrupper Girls Aloud og Take That, de amerikanske bands Eisley og This Allure, så vel som det canadiske indie rock-band Arcade Fire. Solo artister som Martin kan lide inkluderer Leona Lewis, Noel Gallagher og Kylie Minogue. Han har også udtalt at alternativ rock-bandet Muse har inspireret ham i mange sange.

## Andre foretagender
Martin og Coldplay-guitaristen Jon Buckland havde en gæsteoptræden i filmen Shaun of the Dead, som tilhængere af det fiktive ZombAid. Martin havde også en anden gæsteoptræden i filmen som zombie. I 2006 havde Martin en gæsterolle i fjerde episode af anden sæson af Ricky Gervais' og Stephen Merchants komedieserie Extras. Han synger også under rulleteksterne i filmen Brüno, fra 2009, ved siden af Bono, Sting, Slash, Snoop Dogg og Elton John.
Martin har været særligt udtalt på spørgsmålet omring fair trade, og har deltaget i velgørenhedsorganisationen Oxfams kampagne Make Trade Fair. Han rejste personligt til Ghana og Haiti for at møde lokale bønder og se på følgerne af uretfærdige handelsbetingelser. Når han optræder har han som regel en variation af "Make Trade Fair", "MTF" eller et lighedstegn skrevet på bagsiden af sin venstre hånd, og bogstaverne "MTF" kan ses indgraveret i hans piano.
Han var en højlydt kritiker af præsident George W. Bush og krigen i Irak. Martin var en stor tilhænger af Demokraternes præsidentkandidat John Kerry, hvilket var mest tydeligt under takketalen da han modtog en Grammy Award for årets indspilning for "Clocks" i 2004. Martin støttede også Demokraternes præsidentkandidat i 2008, Barack Obama, som han gav et shout-out til efter at have optrådt med "Yellow" i Saturday Night Live den 25. oktober 2008.
Den 1. april 2006 skrev The Guardian at Martin støttede David Cameron, lederen af det Konservative Parti i Storbritannien, og havde skrevet en sang til partiet kaldet "Talk to David". Det blev senere afsløret at det var en aprilsnar.[kilde mangler]

## Privatliv
Martin mødte den amerikanske skuespillerinde Gwyneth Paltrow backstage ved en Coldplay koncert i 2002, efter Paltrows fader, Bruce Paltrow, var død. Parret giftede sig et år senere den 5. december 2003. I marts 2014 meddelte parret deres separation efter 10 års ægteskab.
Deres datter, Apple Blythe Alison Martin, blev født den 14. maj 2004 i London. Deres andet barn, Moses Bruce Anthony Martin, blev født den 8 april 2006 i New York City. Simon Pegg er en af Apples gudfadere. Martin har længe været ven med Pegg, som han mødte i 2001, og optræder i Shaun of the Dead, en film af Pegg. Apples andre gudfadere er guitarist Jonny Buckland og en af hans brødre og halvbror.
Martin er vegetar og praktiserer yoga. Han ryger ikke og drikker ikke alkohol.
I et interview med magasinet Rolling Stone i 2005 forklarede Martin om sit syn på religion: "Jeg tror helt sikkert på Gud. Hvordan kan du se på noget og ikke blive overvældet af det mirakuløse i det?" I det samme interview talte han om at gå igennem en periode af spirituel forvirring, "Jeg gik igennem en underlig tid, der startede fra da jeg var omkring 16 til 22, hvor jeg forvekslede Gud, religion, overtro og guddommelig dom". I et interview med NME sagde han også, "Jeg forsøger altid at finde ud af, hvad 'han' eller 'hun' er."

## Solodiskografi
| År   | Sang(e)                                                | Artist            | Album                      | Rolle                             |
| ---- | ------------------------------------------------------ | ----------------- | -------------------------- | --------------------------------- |
| 2002 | "Where Is My Boy", "Your Love Means Everything, Pt. 2" | Faultline         | Your Love Means Everything | Gæstevokal                        |
| 2002 | "Gold in Them Hills"                                   | Ron Sexsmith      | Cobblestone Runway         | Gæstevokal                        |
| 2003 | "Sliding", "Arthur"                                    | Ian McCulloch     | Slideling                  | Piano, baggrundsvokaler           |
| 2003 | "See It in a Boy's Eyes"                               | Jamelia           | Thank You                  | Medsangskriver, baggrundsvokaler  |
| 2004 | "Everybody's Happy Nowadays"                           | Ash               | Orpheus                    | Baggrundsvokaler                  |
| 2004 | "Gravity"                                              | Embrace           | Out of Nothing             | Sangskriver                       |
| 2004 | "Do They Know It's Christmas?"                         | Band Aid 20       | –                          | Gæstevokal                        |
| 2006 | "All Good Things (Come to an End)"                     | Nelly Furtado     | Loose                      | Medsangskriver, baggrundsvokaler  |
| 2006 | "Beach Chair"                                          | Jay-Z             | Kingdom Come               | Producer, gæstevokal              |
| 2007 | "Homecoming"                                           | Kanye West        | Graduation                 | Medsangskriver, gæstevokal, piano |
| 2009 | "Lukas", "Fun", "Want"                                 | Natalie Imbruglia | Come to Life               | Sangskriver, medsangskriver       |
| 2015 | "True Believer"                                        | Avicii            | Stories                    | Medsangskriver, kor               |
| 2019 | "Heaven"                                               | Avicii            | TIM                        | Medsangskriver, vokal             |